# Phalempin
Phalempin és un municipi francès al departament del Nord (regió dels Alts de França). L'any 2006 tenia 4.390 habitants. Limita al nord amb Seclin, a l'est amb Attiches, al sud-est amb La Neuville, al sud amb Wahagnies, al sud-oest amb Libercourt, a l'oest amb Camphin-en-Carembault i al nord-oest amb Chemy.
| 1962                                       | 1968  | 1975  | 1982  | 1990  | 1999  | 2006  |
| ------------------------------------------ | ----- | ----- | ----- | ----- | ----- | ----- |
| 3.001                                      | 3.457 | 4.070 | 4.377 | 4.678 | 4.615 | 4.390 |
| Des de 1962: Població sense dobles comptes |       |       |       |       |       |       |

| Període   | Identitat        | Partit |
| --------- | ---------------- | ------ |
| 1934-1945 | Jean Pipelart    |        |
| 1945-1950 | Raymond Péchon   |        |
| 1950-1959 | Édouard Lancel   |        |
| 1959-1971 | Maurice Watrelot |        |
| 1971-1991 | Louis Flinois    |        |
| 1991-2000 | Albert Lefebvre  |        |
| 2000-     | Thierry Lazaro   | UMP    |